# 波斯塔維區
波斯塔維區（羅馬化：Postavskiy rayon）是白俄羅斯北部維捷布斯克州的一個區，首府為波斯塔維；面積2,096.44平方公里，2009年人口39,487人，人口密度每平方公里18.84人。